# Mahmoud Aslan
Mahmoud Aslan, né le 14 mai 1902 à Tunis et mort à une date inconnue, est un écrivain tunisien francophone.
Il naît dans une famille de commerçants d'origine turque par son père et égyptienne par sa mère. Grandissant à Souk El Arba où il fréquente l'école franco-arabe, il part pour Tunis en 1917 afin d'y étudier au Lycée Carnot. Il effectue ensuite plusieurs séjours à Paris, y travaillant comme employé de commerce et épousant finalement une Parisienne.
Revenu à Tunis en 1927, il entre au ministère de la Justice où il fait carrière durant trente ans. Durant cette période, il se lance dans le journalisme ; il dirige ainsi deux journaux mensuels, Tunis littéraire et artistique et Le Petit Tunisien, et écrit durant trente ans pour La Presse de Tunisie,. Il collabore aussi à L'Action tunisienne jusqu'en 1972.
Aslan contribue également à la littérature tunisienne durant la période du protectorat français, notamment en adhérant à la Société des écrivains de l'Afrique du Nord, dont dépend la maison d'édition La Kahéna qui publient une bonne partie de ses ouvrages, et en présidant le Cénacle littéraire tunisien.
Ethnographe, cet auteur est finalement naturalisé français.

## Ouvrages
- Scènes de la vie du bled, Tunis, La Kahéna, 1932.
- Entre deux mondes, Tunis, La Kahéna, 1932.
- Pages africaines, Tunis, La Kahéna, 1933.
- Les Yeux noirs de Leïla, Tunis, Éditions du Cénacle, 1940.
- Les Arts et les Lettres en Tunisie : l'œuvre du Cénacle littéraire tunisien, Tunis, Éditions du Cénacle, 1941.
- Études littéraires arabes, Tunis, Éditions du Cénacle, 1947.
- Contes du vendredi, Tunis, Hassan Mzali, 1954.